# Tourriers
Tourriers és un municipi francès situat al departament del Charente i a la regió de la Nova Aquitània. L'any 2007 tenia 713 habitants.

## Demografia

### Població
El 2007 la població de fet de Tourriers era de 713 persones. Hi havia 274 famílies de les quals 55 eren unipersonals (16 homes vivint sols i 39 dones vivint soles), 74 parelles sense fills, 110 parelles amb fills i 35 famílies monoparentals amb fills.
La població ha evolucionat segons el següent gràfic:
Habitants censats

### Habitatges
El 2007 hi havia 306 habitatges, 276 eren l'habitatge principal de la família, 4 eren segones residències i 26 estaven desocupats. 296 eren cases i 8 eren apartaments. Dels 276 habitatges principals, 237 estaven ocupats pels seus propietaris, 32 estaven llogats i ocupats pels llogaters i 7 estaven cedits a títol gratuït; 2 tenien una cambra, 9 en tenien dues, 19 en tenien tres, 97 en tenien quatre i 150 en tenien cinc o més. 202 habitatges disposaven pel capbaix d'una plaça de pàrquing. A 115 habitatges hi havia un automòbil i a 143 n'hi havia dos o més.

### Piràmide de població
La piràmide de població per edats i sexe el 2009 era:
| Homes | Edats   | Dones |
| ----- | ------- | ----- |
| 0     | 95 o +  | 0     |
| 0     | 90 a 94 | 8     |
| 0     | 85 a 89 | 4     |
| 8     | 80 a 84 | 0     |
| 20    | 75 a 79 | 8     |
| 16    | 70 a 74 | 16    |
| 12    | 65 a 69 | 32    |
| 8     | 60 a 64 | 8     |
| 12    | 55 a 59 | 8     |
| 28    | 50 a 54 | 12    |
| 16    | 45 a 49 | 52    |
| 24    | 40 a 44 | 8     |
| 32    | 35 a 39 | 12    |
| 24    | 30 a 34 | 24    |
| 4     | 25 a 29 | 12    |
| 8     | 20 a 24 | 16    |
| 20    | 15 a 19 | 20    |
| 20    | 10 a 14 | 16    |
| 20    | 5 a 9   | 16    |
| 20    | 0 a 4   | 4     |

## Economia
El 2007 la població en edat de treballar era de 461 persones, 357 eren actives i 104 eren inactives. De les 357 persones actives 329 estaven ocupades (189 homes i 140 dones) i 28 estaven aturades (7 homes i 21 dones). De les 104 persones inactives 41 estaven jubilades, 34 estaven estudiant i 29 estaven classificades com a «altres inactius».

### Ingressos
El 2009 a Tourriers hi havia 285 unitats fiscals que integraven 746 persones, la mediana anual d'ingressos fiscals per persona era de 16.757 €.

### Activitats econòmiques
Dels 33 establiments que hi havia el 2007, 1 era d'una empresa alimentària, 5 d'empreses de fabricació d'altres productes industrials, 7 d'empreses de construcció, 6 d'empreses de comerç i reparació d'automòbils, 2 d'empreses de transport, 2 d'empreses d'hostatgeria i restauració, 2 d'empreses d'informació i comunicació, 1 d'una empresa immobiliària, 2 d'empreses de serveis, 2 d'entitats de l'administració pública i 3 d'empreses classificades com a «altres activitats de serveis».
Dels 11 establiments de servei als particulars que hi havia el 2009, 1 era una oficina de correu, 1 taller de reparació d'automòbils i de material agrícola, 1 paleta, 2 guixaires pintors, 2 fusteries, 2 lampisteries, 1 perruqueria i 1 restaurant.
Dels 2 establiments comercials que hi havia el 2009, 1 era una botiga de menys de 120 m² i 1 una carnisseria.
L'any 2000 a Tourriers hi havia 9 explotacions agrícoles.

## Equipaments sanitaris i escolars
El 2009 hi havia una escola elemental integrada dins d'un grup escolar amb les comunes properes formant una escola dispersa.

## Poblacions més properes
El següent diagrama mostra les poblacions més properes.